# Nel blu dipinto di blu (volare) and other Italian favorites
Nel blu dipinto di blu (volare) and other Italian favorites (1958) è il secondo album di Domenico Modugno pubblicato negli Stati Uniti.

## Il disco
Dopo il successo di Nel blu dipinto di blu, che gli americani ribattezzarono Volare (ed il conseguente soprannome per Modugno di mr. Volare), venne stampato negli Stati Uniti un secondo album che dalla canzone più famosa prese il titolo.
Le versioni contenute nel disco non presentano differenze rispetto alle incisioni italiane: quello di Modugno è uno dei due casi di cantante italiano che ha pubblicato i suoi dischi negli Stati Uniti senza cantare in inglese (l'altro è Renato Carosone).
Nel blu dipinto di blu è scritta in copertina con il sottotitolo volare tra parentesi, riportato anche nel titolo del 33 giri.
La copertina raffigura un disegno di Modugno mentre canta e suona la chitarra con il mare sullo sfondo; nel retro invece vi è un testo in inglese con alcune notizie sul cantautore, fra cui quella falsa che Modugno sia discendente da una famiglia di zingari («Descendent of Italian gypsy royalty»).

## Le tracce
LATO A
1. Nel blu dipinto di blu (volare) (testo di Domenico Modugno e Franco Migliacci; musica di Domenico Modugno)
2. Ventura d'estati (testo e musica di Domenico Modugno)
3. Mariti in città (testo e musica di Domenico Modugno)
4. Don Fifi (testo e musica di Domenico Modugno)
5. Vecchio frak (testo e musica di Domenico Modugno)
6. o ccafè (testo di Riccardo Pazzaglia; musica di Domenico Modugno)

LATO B
1. Strada 'nfosa (testo e musica di Domenico Modugno)
2. A pizza c' 'a pummarola (testo di Riccardo Pazzaglia; musica di Domenico Modugno)
3. Resta cu' mme (testo di Domenico Modugno e Dino Verde; musica di Domenico Modugno)
4. La cicoria (testo e musica di Domenico Modugno)
5. o specchio (testo di Riccardo Pazzaglia; musica di Domenico Modugno)
6. Pasqualino Maragià (testo di Domenico Modugno e Franco Migliacci; musica di Domenico Modugno)